# Valarie Allman
Valarie Allman (n. 23 februarie 1995, Newark⁠(d), Delaware, SUA) este o atletă ce a reprezentat Statele Unite ale Americii, medaliată olimpică. A participat la două ediții ale Jocurilor Olimpice (2020, 2024) în care a câștigat două medalii de aur în proba de aruncarea discului.

## Palmares
| An   | Competiție                     | Locație                | Loc | Note  |
| ---- | ------------------------------ | ---------------------- | --- | ----- |
| 2014 | Campionatul Mondial de Juniori | Eugene, Statele Unite  | 2   | 56,75 |
| 2015 | Universiada                    | Gwangju, Coreea de Sud | 5   | 55,68 |
| 2017 | Campionatul Mondial            | Londra, Marea Britanie | 28  | 53,85 |
| 2017 | Universiada                    | Taipei, Taiwan         | 2   | 58,36 |
| 2018 | Cupa Mondială                  | Londra, Marea Britanie | 3   | 61,10 |
| 2019 | Campionatul Mondial            | Doha, Qatar            | 7   | 61,82 |
| 2021 | Jocurile Olimpice              | Tokio, Japonia         | 1   | 68,98 |
| 2022 | Campionatul Mondial            | Eugene, Statele Unite  | 3   | 68,30 |
| 2023 | Campionatul Mondial            | Budapest, Ungaria      | 2   | 69,23 |
| 2024 | Jocurile Olimpice              | Paris, Franța          | 1   | 69,50 |